# Hajndl
Hajndl este o localitate din comuna Ormož, Slovenia, cu o populație de 116 locuitori.